# BAE Systems Taranis
Il BAE Systems Taranis (soprannominato anche "Raptor") è un prototipo tecnologico del programma di sviluppo di un aeromobile a pilotaggio remoto (UCAV) stealth, sviluppato prevalentemente dalla BAE Systems per il Regno Unito. L'entrata in servizio di un derivato operativo del Taranis, il Future Combat Air System, è prevista per dopo il 2030.

## Storia del progetto
Il programma di sviluppo, che prende il nome dalla divinità celtica del tuono Taranis, è un elemento chiave della strategia del Regno Unito per lo sviluppo, l'aggiornamento e il mantenimento di competenze e capacità progettuali e produttive nazionali dei velivoli UAV/UCAV.
Il progetto è guidato dalla Bae Systems e coinvolge Rolls-Royce, GE Aviation Systems, QinetiQ e il Ministero della Difesa britannico.

## Tecnica
Il prototipo consiste in un drone tuttala, per minimizzare la visibilità ai radar, in grado di effettuare missioni intercontinentali e di trasportare, in due stive interne, una varietà di armamenti che gli permettono di attaccare bersagli sia in volo che in superficie. Il dimostratore è controllabile tramite datalink tattici satellitari in qualsiasi parte del mondo.